# Saint-Jean-la-Fouillouse
Saint-Jean-la-Fouillouse is een gemeente in het Franse departement Lozère (regio Occitanie) en telt 148 inwoners (1999). De plaats maakt deel uit van het arrondissement Mende.

## Geografie
De oppervlakte van Saint-Jean-la-Fouillouse bedraagt 29,2 km², de bevolkingsdichtheid is 5,1 inwoners per km².
De onderstaande kaart toont de ligging van Saint-Jean-la-Fouillouse met de belangrijkste infrastructuur en aangrenzende gemeenten.

## Demografie
Onderstaande figuur toont het verloop van het inwonertal (bron: INSEE-tellingen).